# 236800 Broder
236800 Broder è un asteroide della fascia principale. Scoperto nel 2007, presenta un'orbita caratterizzata da un semiasse maggiore pari a 2,7328952 UA e da un'eccentricità di 0,0570412, inclinata di 13,60451° rispetto all'eclittica.